# Gamal Abdelhamid
Gamal Abdelhamid (ar. جمال عبد الحميد, ur. 24 listopada 1957 w Kairze) – piłkarz egipski grający na pozycji napastnika.

## Kariera klubowa
Karierę piłkarską Abdelhamid rozpoczął w Al-Ahly Kair. W 1977 roku zadebiutował w jego barwach w pierwszej lidze egipskiej. W 1978 roku zdobył swój pierwszy Puchar Egiptu, a w 1979 roku wywalczył z nim swoje pierwsze mistrzostwo kraju. W latach 1980–82 trzykrotnie z rzędu został mistrzem kraju, a w latach 1981, 1983 i 1984 zdobył kolejne trzy krajowe puchary. Wraz z Al-Ahly wygrał także Afrykańską Ligę Mistrzów w 1982 roku (3:0, 1:1 w finale z Asante Kotoko) oraz Afrykański Puchar Zdobywców Pucharów w 1984 roku.
Latem 1984 roku Abdelhamid przeszedł do Zamaleku Kair. W 1986 roku wygrał po raz drugi Ligę Mistrzów (2:0, 0:2 k. 4:2 w finale z Africa Sports Abidżan), a w 1987 roku Puchar Afro-Azjatycki. W czasie pobytu w Zamaleku trzykrotnie zostawał mistrzem kraju w latach 1988, 1992 i 1993 oraz zdobył Puchar Egiptu w 1988 roku. Natomiast w 1988 roku wygrał też Puchar Afro-Azjatycki. W 1994 roku trzeci raz w karierze zwyciężył w Lidze Mistrzów (0:0, 0:0, 7:6 w finałowych meczach z Asante Kotoko). Rok później zdobył Superpuchar Afryki. Jeden raz w swojej karierze był królem strzelców ligi - fakt ten miał miejsce w sezonie 1987/1988. Karierę piłkarską zakończył w 1994 roku w wieku 37 lat. Ogółem w lidze egipskiej zdobył 99 goli.

## Kariera reprezentacyjna
W reprezentacji Egiptu Abdelhamid zadebiutował w 1980 roku. W 1986 roku wygrał Puchar Narodów Afryki 1986. W 1990 roku został powołany przez selekcjonera Mahmouda El-Gohary'ego do kadry na Mistrzostwa Świata we Włoszech. Tam był podstawowym zawodnikiem Egiptu oraz jego kapitanem i rozegrał 3 spotkania grupowe: z Holandią (1:1), z Irlandią (0:0) i z Anglią (0:1). W swojej karierze grał także w Pucharze Narodów Afryki 1986, który Egipt wygrał, Pucharze Narodów Afryki 1988 (Abdelhamid z 7 golami został królem strzelców) i Pucharze Narodów Afryki 1992.